# Universíada de Verão de 2013
A XXVII Universíada de Verão foi realizada de 6 a 17 de julho de 2013 em Cazã, Rússia. A cidade está localizada a 800 km a leste de Moscou, é um hub de transportes muito intenso e tem a maior população universitária da Rússia.

## Escolha da sede
As cidades de Cazã (Rússia), Vigo (Espanha) e Gwangju (Coreia do Sul) eram as candidatas ao evento. Em 31 de maio de 2008, a FISU anunciou que Cazã seria a sede da Universíada de Verão de 2013. Cazã é uma das cidades mais velhas da Rússia e tem um legado multinacional e cultural vasto. A cidade tem mais  de 1,2 milhão de habitantes e a sexta maior do país, sendo assim dos principais centros de pesquisa e universitários do país. As escolas locais formam por volta de 10 mil estudantes no secundário, enquanto por volta de 210 mil estudantes em 30 universidades e em 23 faculdades e escolas de ensino superior. É uma das principais cidades do país por sua localização estratégica e está localizada na confluência dos rios Volga e Kazanka na parte europeia da Rússia.
Hoje, a cidade é um grande centro cultural, científico e econômico. Em 2005, completou seu milésimo aniversário. Devido a seu passado único, faz parte da lista de locais considerados Patrimônio Mundial da Humanidade.

### Entendendo a região
Cazã é uma das maiores e mais velhas cidades do Leste Europeu, tendo uma história de mais de mil anos. A cidade está localizada na margem do Rio Volga e tem uma localização privilegiada por estar exatamente no centro geográfico da região do Volga, entre o centro do país e os Montes Urais. Tem também uma posição geopolítica importante e ficou intocada durante vários séculos com um atrativo único, já que é considerada a fronteira das culturas e civilizações europeia e asiática na Rússia e até hoje exerce essa função. É uma cidade moderna ao mesmo tempo de arquitetura interessante, já que foi desenvolvida durante séculos e esteve sob influência de várias culturas. Na preparação para a Universíada, a Copa do Mundo FIFA de 2018 e para o Campeonato Mundial de Esportes Aquáticos de 2015, Cazã investiu em sua infraestrutura com novas estradas e conexões viárias, novas pontes, expansão da rede metroviária e um aeroporto totalmente reformado que irá aumentar a sua capacidade e ficará mais confortável.

### Esportes em Cazã
Cazã é um dos maiores centros educacionais da Rússia. A cidade é oficialmente também referida como "Terceira Capital" e a "Capital Esportiva" do país. Seis das maiores universidades da Região do Volga e mais de 20 instituições de ensino superior estão na cidade. Aproximadamente 210 mil estudantes estão morando na cidade, mais de dois mil deles vieram de fora do Tartaristão e de outros lugares do mundo. A cidade também sedia o time de futebol Rubin Kazan, o time de hóquei no gelo Ak Bars Kazan, o Basketball "UNICS" e os times de voleibol do Zenit-Kazan e Dynamo-Kazan.

## Organização

### Preparação
Foram 64 locais de competição,63 dentro da cidade e apenas um fora da cidade (o centro de tiro desportivo fica no distrito de Verkhneuslonsky,na região metropolitana), sendo que 36 foram construídos especificamente para o evento e estavam concentrados em quatro clusters dentro da cidade de Cazã. Esses serão a avenida Pobeda e o Orenburgsky Trakt, onde a Vila Universitária está localizada, além do Palácio de Esportes Aquáticos onde o Campeonato Mundial de Esportes Aquáticos de 2015 foi realizado, a Academia de Tênis e o Palácio de Ginástica. Muitos locais de competição estão no centro da cidade, muitos no distrito de Novo-Savinovsky. O quarto cluster será o de Zarechye onde estão os locais de treinamento. Essas zonas estão conectadas por autoestradas reformadas e dois novos anéis viários incluindo o Grande Anel de Cazã. Também uma nova ponte construída sob o Rio Kazanka, que liga o Centro de Juventude a Rua Baturin. Entretanto, o recém construído metrô será a principal ligação entre a vila dos atletas e os locais de competição. Foram construídos 27 novos locais de competição especialmente para o evento e estes ficaram prontos até o final de 2012. Os locais, em sua maioria, estão localizados em escolas e universidades, além das escolas de esportes olímpicos. A vila foi integrada posteriormente Universidade Federal de Cazã.

### Locais de competição

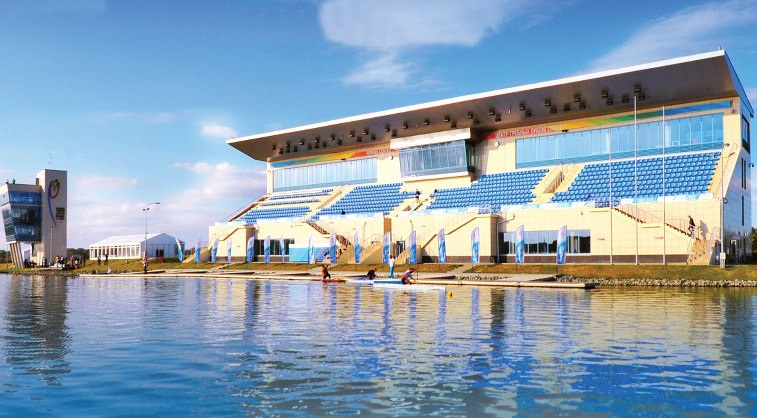
Centro de Remo

Os principais locais de competição foram:
- Estádio Central de Cazã (26 920 lugares) – atletismo e futebol [3]
- Tatneft Arena (10 000 lugares) – sambô e judô[4]
- Basket-Hall Arena (8 219 lugares) – basquetebol[5]
- Centro de voleibol de São Petersburgo (5 166 lugares) – voleibol[6]
- Palácio de Esportes Aquáticos (3 500 lugares) – esportes aquáticos[7]
- Academia de Tênis (7 200 lugares) – tênis e badminton[8]
- Centro de Ginástica (3 200 lugares) – ginástica rítmica e artística[9]
- Centro de Remo (1 065 lugares) – canoagem, remo e maratona aquática[10]

### Vila Universitária

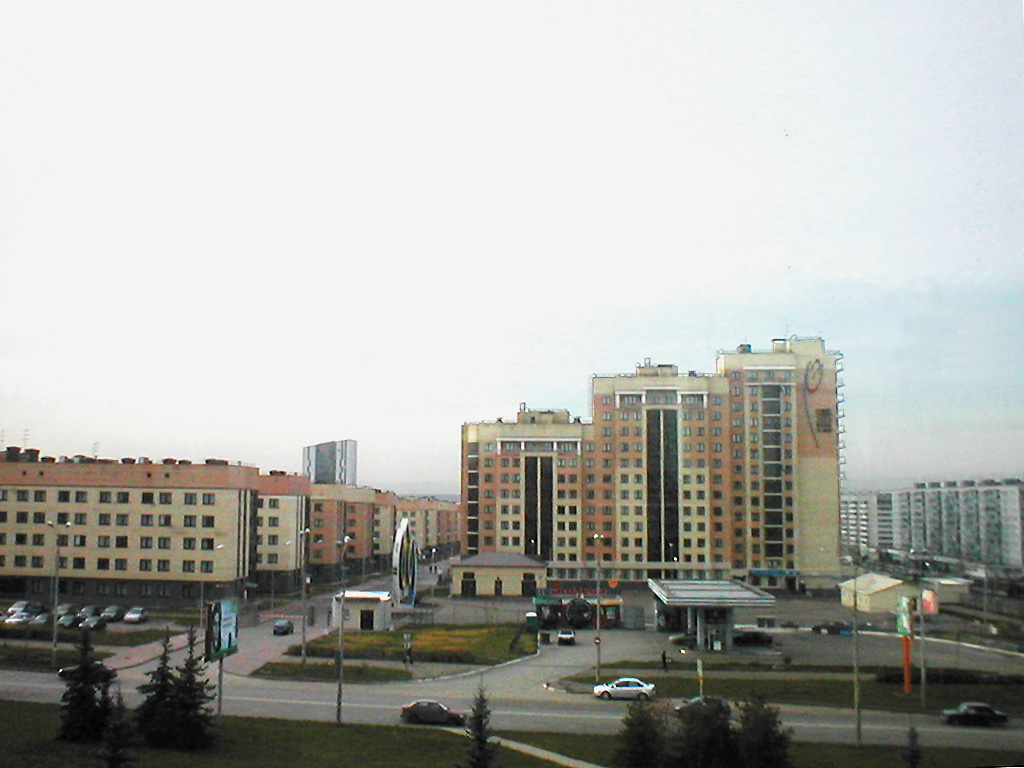
Vila Universitária

A Vila Universitária é um bairro residencial que foi construído no campus da Universidade Federal de Cazã e servirá de casa para os atletas durante a Universíada de Verão. Aproximadamente 400 eventos esportivos e culturais foram realizados no campus desde sua abertura em 2010. Logo após a sua abertura, uma maratona de aeróbica ao ar livre foi realizada, que reuniu mais de mil pessoas que moravam no local. Como parte do evento também foi realizada a Limpeza de Primavera,com uma série de ações de limpeza sanitária e paisagismo realizadas no campus em 2012. Quase todos os alunos que residem na Vila Universitária fizeram sua contribuição para os "eventos verdes" e plantaram 200 árvores e arbustos. O campus já recebeu eventos de futebol, vôlei e de xadrez que podem ser legitimamente chamado de "internacional" - por causa do número e das nacionalidade dos atletas que competiram nos eventos.

### Voluntários
Mais de 20.000 voluntários de toda a Rússia e de mais de 40 países estão separados por 22 áreas funcionais,. 2,000 moradores locais também estão sendo treinados para facilitar a locomoção dos visitantes.O sistema de voluntariado será divido durante os jogos em mais de 40 áreas relacionadas a execução dos serviços durante os Jogos.

### Universíada Cultural

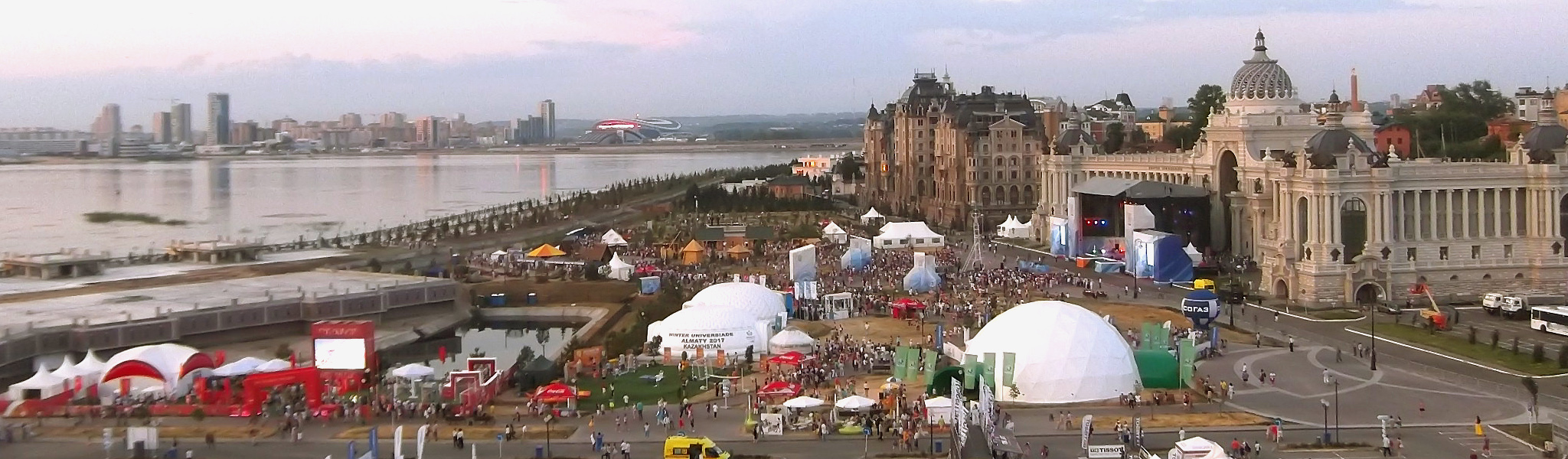
Panorama da Universíada Cultural

Pela primeira vez na história da Universíada uma cidade sede, implementou o projeto de uma Universíada Cultural. Ela representa toda uma gama de festivais em várias artes cênicas: teatro, cinema, música,balé e artes. A Universíada Cultural é composta por programas anuais de longo prazo, bem como shows de talentos de jovens que foram feitos para escolher os potenciais participantes das Cerimônias da Universíada,juntamente com festivais nacionais e municipais tradicionais.
A Universiade Cultural também se concentra em criar uma atmosfera de celebração para os cidadãos e atletas em Cazã, envolvendo o maior número possível nos preparativos e entrega da Universíada de Verão 2013.
Igualmente importante é apresentar a cultura tradicional do Tataristão e da Rússia para os seus hóspedes, incluindo o vasto e diversificado patrimônio cultural do país. Obras de arte seculares da Rússia e obras culturais, serão apresentadas aos participantes e visitantes da Universíada de Kazan, indo permitir a todos a abraçar uma atmosfera de cordialidade e hospitalidade, e contribuir para a cooperação cultural internacional.
Uma parte que merece uma considerável atenção é dedicada a eventos que reúnem jovens artistas de todas as regiões russas e estrangeiros também. O papel da Universíada Cultural é enorme, uma vez que ajuda a revelar um grande número de jovens talentos que podem ser capazes de tomar o seu lugar digno entre as mentes criativas de ambos Tartaristão e Rússia.

### Revezamento da tocha
A tocha foi acessa na Universidade de Sorbonne em Paris,no dia 12 de julho de 2012. A escolha foi simbólica,já que os ideais do desporto universitário nasceram ali em 1923.Em seguida,a chama foi guardada em uma lanterna especial e foi levada ao porto de Brest, aonde três dias depois iniciou sua viagem no barco Sedov que navegou ao redor do mundo comemorando o 1150º aniversário do Estado russo e a história das grandes descobertas geográficas russas. A tocha visitou as cidades portuárias de Casablanca,Recife, Montevidéu, Ushuaia, Valparaíso, Callao, Papete, Apia e por último Manila.O planejamento original era de que ela tocaria o solo russo ao descer do Sedov,quando este ancorasse no porto de Vladivostok em 24 de março de 2013 dando início a fase doméstica do revezamento. No entanto, devido às condições meteorológicas adversas ao longo da viagem, o navio teve que alterar sua rota em 30 graus e acabou sendo forçado a ancorar em Busan,na Coreia do Sul. De lá um membro da tripulação do Sedov seguiu para Vladivostok por meio de um voo de carreira da Aeroflot para se certificar de que a etapa russa do Revezamento da Tocha da Universiada poderia realmente ser iniciada em 25 de janeiro, Dia dos Estudantes na Rússia,o que acabou acontecendo.Durante a viagem global da lanterna, cadetes da marinha russa que também eram estudantes da Universidade Federal de Murmansk receberam a responsabilidade de serem os guardiões da tocha e também receberam o título de embaixadores dos Jogos.A cada parada da lanterna,eram realizados eventos culturais e também era realizada uma etapa de uma exposição itinerante que contava a história da Universíada. Após Vladivostok,a tocha visitou as 30 maiores cidades universitárias da Rússia,entre elas a capital Moscou, São Petersburgo, Novosibirsk, Volgogrado, Rostov-on-Don, Perm, Ecaterimburgo e Ufa.O revezamento ainda teve uma parada especial em Sóchi que sediou os Jogos Olímpicos de Inverno de 2014.Antes de sua chegada a Kazan Arena na noite do dia 6 de julho ela ainda visitou os 44 distritos e vilas que compõem a cidade-sede.
Fatos sobre o revezamento:
- 5 continentes
- 9 cidades fora da Rússia e 42 no país
- 2.013 portadores da tocha
- Visitou cidades que somam mais de 1,5 milhão de estudantes universitários em sua população total.
- 359 dias de duração

### Cerimônias
As cerimônias foram realizadas na Kazan Arena,cuja capacidade era de mais de 55 mil pessoas a época.O Estádio foi também uma das sedes da Copa do Mundo FIFA de 2018.Dentro do estádio também funcionaram o Centro Internacional de Mídia (MPC) e o International Broadcasting Center (IBC).

### Ingressos
Mais de 1,3 milhão de ingressos foram disponibilizados para todos os eventos da Universíada.
Os ingressos para a cerimônia de abertura custaram entre 750-6,000 rublos; o preço para cada sessão variou de 30 a 300 rublos.As vendas de ingressos foram registradas principalmente nas cidades de Moscou e São Petersburgo além da própria Cazã.

### Moedas
O Banco Central da Rússia lançou uma série comemorativa de medalhas para o evento, incluindo moedas de prata de 5 rublos e 25 rublos, e uma de ouro com o valor de 50 rublos além de uma moeda comemorativa de  10.000 rublos,todas estão a venda nos bancos por toda a Rússia.O banco também colocará em circulação no mercado duas variedades de moedas de 10 rublos alusiva ao evento.

### Símbolos
O símbolo de qualquer evento organizado pela FISU,deve conter obrigatoriamente  a letra "U".o logotipo da Universíada de Verão de 2013 é um retângulo vertical que engloba as palavras "Universíada","Kazan" e "Rússia","2013" e as cinco estrelas da FISU.o emblema da Universíada de 2013,é baseado numa tulipa,um elemento comum nos ornamentos tartáros e que simboliza o renascimento.Além de que flores são elementos essenciais do verão,um símbolo da juventude,desenvolvimento,alegria e felicidade.
A tulipa se tornou algo mais intenso em sua essência,mantendo um papel de extrema importância nas artes e no artesanato local recentemente.
O mascote Uni,que é um filhote de leopardo das neves com asas,foi escolhido como mascote da Universíada por ser um dos símbolos nacionais do Tartaristão.Estilizada,essa criatura está representada no brasão do Tartaristão.

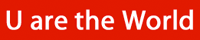
Slogan da Universíada de Cazã

### Slogan
Cada cidade escolhe um slogan para sua edição de acordo com o planejamento estratégico do Comitê Organizador ,ele deve ser aprovado previamente pela FISU e também galgará as outras ações relacionadas aos Jogos.O slogan da Universíada de Kazan foi ‘U are the world’ o que quer dizer: ‘Vocês são o mundo’ e o ‘Mundo é e Universíada’.

## Países participantes
Participam desta edição 162 países (161 convidados e o anfitrião). As maiores delegações são da Rússia — país-anfitrião com 672 atletas — Ucrânia, Estados Unidos, Polônia, Japão e China.
| \| - RSA África do Sul (121) - ALB Albânia (2) - GER Alemanha (154) - AND Andorra (1) - AIA Anguila (3) - ANG Angola (4) - ALG Argélia (1) - ARG Argentina (24) - ARM Armênia (42) - ARU Aruba (2) - AUS Austrália (152) - AUT Áustria (34) - AZE Azerbaijão (81) - BAH Bahamas (4) - BAN Bangladesh (2) - BAR Barbados (2) - BEL Bélgica (51) - BEN Benim (2) - BER Bermudas (4) - BLR Bielorrússia (163) - BIH Bósnia e Herzegovina (2) - BOT Botsuana (29) - BRA Brasil (222)[12] - BUL Bulgária (25) - BUR Burquina Fasso (2) - BDI Burundi (2) - CMR Camarões (2) - CAN Canadá (311) - KAZ Cazaquistão (169) - CHA Chade (2) - CHI Chile (60)[13] - CHN China (293) - CYP Chipre (9) - COL Colômbia (30) - COM Comores (2) - CGO Congo (8) - PRK Coreia do Norte (30) - KOR Coreia do Sul (239) - CIV Costa do Marfim (2) - CRC Costa Rica (6) - CRO Croácia (10) \| - CUB Cuba (6) - CUW Curaçau (2)[14] - DEN Dinamarca (15) - DJI Djibuti (1) - EGY Egito (45) - ESA El Salvador (4) - UAE Emirados Árabes Unidos (35) - ECU Equador (2) - SVK Eslováquia (72) - SLO Eslovênia (28) - ESP Espanha (46) - USA Estados Unidos (290) - EST Estônia (126) - ETH Etiópia (3) - FIJ Fiji (2) - PHI Filipinas (39) - FIN Finlândia (84) - FRA França (214) - GHA Gana (20) - GEO Geórgia (74) - GBR Grã-Bretanha (119) - GRE Grécia (13) - GUA Guatemala (6) - GUI Guiné (2) - GBS Guiné-Bissau (1) - HAI Haiti (2) - HON Honduras (2) - HKG Hong Kong (63) - HUN Hungria (130) - ISV Ilhas Virgens Americanas (6) - IND Índia (37) - INA Indonésia (37) - IRI Irã (28) - IRL Irlanda (56) - ISL Islândia (1) - ISR Israel (40) - ITA Itália (245) - JAM Jamaica (10) - JPN Japão (415) - JOR Jordânia (2) - LES Lesoto (1) \| - LAT Letônia (102) - LIB Líbano (23) - LIE Liechtenstein (3) - LTU Lituânia (94)[15] - LUX Luxemburgo (6) - MAC Macau (50) - MAD Madagascar (5) - MAS Malásia (120) - MAW Malawi (2) - MDV Maldivas (1) - MLI Mali (17) - MLT Malta (7) - NMI Marianas Setentrionais (2) - MEX México (167) - FSM Estados Federados da Micronésia (2) - MOZ Moçambique (2) - MDA Moldávia (54) - MON Mônaco (2) - MGL Mongólia (133) - MNE Montenegro (15) - NAM Namíbia (23) - NEP Nepal (9) - NCA Nicarágua (2) - NIG Níger (3) - NGR Nigéria (12) - NOR Noruega (84) - NZL Nova Zelândia (38) - OMA Omã (33) - NED Países Baixos (20) - PAK Paquistão (27) - PLE Palestina (3) - PAN Panamá (3) - PAR Paraguai (5) - PER Peru (22) - POL Polônia (275) - POR Portugal (31) - PUR Porto Rico (2) - QAT Catar (23) - KEN Quênia (8) - KGZ Quirguistão (91) \| - CAF República Centro-Africana (2) - CZE Chéquia (162) - MKD Macedônia do Norte (4) - COD República Democrática do Congo (3) - DOM República Dominicana (6) - ROU Romênia (103) - RUS Rússia (672)[16] (anfitrião) - RWA Ruanda (2) - SAM Samoa (1) - ASA Samoa Americana (2) - SMR San Marino (1) - SEN Senegal (9) - SRB Sérvia (52) - SEY Seicheles (2) - SLE Serra Leoa (21) - SIN Singapura (43) - SOM Somália (1) - SRI Sri Lanka (55) - SUR Suriname (4) - SWZ Essuatíni (2) - SWE Suécia (60)[17] - SUI Suíça (70) - SYR Síria (1) - TJK Tajiquistão (68) - TPE Taipé Chinês (136) - TAN Tanzânia (2) - THA Tailândia (82) - TOG Togo (2) - TRI Trinidad e Tobago (2) - TUN Tunísia (2) - TUR Turquia (82) - TKM Turcomenistão (82) - UGA Uganda (25) - UKR Ucrânia (363) - URU Uruguai (21) - UZB Uzbequistão (58) - VEN Venezuela (4) - VIE Vietnã (15) - ZAM Zâmbia (13) - ZIM Zimbabwe (16) \| | | | |
| - RSA África do Sul (121) - ALB Albânia (2) - GER Alemanha (154) - AND Andorra (1) - AIA Anguila (3) - ANG Angola (4) - ALG Argélia (1) - ARG Argentina (24) - ARM Armênia (42) - ARU Aruba (2) - AUS Austrália (152) - AUT Áustria (34) - AZE Azerbaijão (81) - BAH Bahamas (4) - BAN Bangladesh (2) - BAR Barbados (2) - BEL Bélgica (51) - BEN Benim (2) - BER Bermudas (4) - BLR Bielorrússia (163) - BIH Bósnia e Herzegovina (2) - BOT Botsuana (29) - BRA Brasil (222) - BUL Bulgária (25) - BUR Burquina Fasso (2) - BDI Burundi (2) - CMR Camarões (2) - CAN Canadá (311) - KAZ Cazaquistão (169) - CHA Chade (2) - CHI Chile (60) - CHN China (293) - CYP Chipre (9) - COL Colômbia (30) - COM Comores (2) - CGO Congo (8) - PRK Coreia do Norte (30) - KOR Coreia do Sul (239) - CIV Costa do Marfim (2) - CRC Costa Rica (6) - CRO Croácia (10) | - CUB Cuba (6) - CUW Curaçau (2) - DEN Dinamarca (15) - DJI Djibuti (1) - EGY Egito (45) - ESA El Salvador (4) - UAE Emirados Árabes Unidos (35) - ECU Equador (2) - SVK Eslováquia (72) - SLO Eslovênia (28) - ESP Espanha (46) - USA Estados Unidos (290) - EST Estônia (126) - ETH Etiópia (3) - FIJ Fiji (2) - PHI Filipinas (39) - FIN Finlândia (84) - FRA França (214) - GHA Gana (20) - GEO Geórgia (74) - GBR Grã-Bretanha (119) - GRE Grécia (13) - GUA Guatemala (6) - GUI Guiné (2) - GBS Guiné-Bissau (1) - HAI Haiti (2) - HON Honduras (2) - HKG Hong Kong (63) - HUN Hungria (130) - ISV Ilhas Virgens Americanas (6) - IND Índia (37) - INA Indonésia (37) - IRI Irã (28) - IRL Irlanda (56) - ISL Islândia (1) - ISR Israel (40) - ITA Itália (245) - JAM Jamaica (10) - JPN Japão (415) - JOR Jordânia (2) - LES Lesoto (1) | - LAT Letônia (102) - LIB Líbano (23) - LIE Liechtenstein (3) - LTU Lituânia (94) - LUX Luxemburgo (6) - MAC Macau (50) - MAD Madagascar (5) - MAS Malásia (120) - MAW Malawi (2) - MDV Maldivas (1) - MLI Mali (17) - MLT Malta (7) - NMI Marianas Setentrionais (2) - MEX México (167) - FSM Estados Federados da Micronésia (2) - MOZ Moçambique (2) - MDA Moldávia (54) - MON Mônaco (2) - MGL Mongólia (133) - MNE Montenegro (15) - NAM Namíbia (23) - NEP Nepal (9) - NCA Nicarágua (2) - NIG Níger (3) - NGR Nigéria (12) - NOR Noruega (84) - NZL Nova Zelândia (38) - OMA Omã (33) - NED Países Baixos (20) - PAK Paquistão (27) - PLE Palestina (3) - PAN Panamá (3) - PAR Paraguai (5) - PER Peru (22) - POL Polônia (275) - POR Portugal (31) - PUR Porto Rico (2) - QAT Catar (23) - KEN Quênia (8) - KGZ Quirguistão (91) | - CAF República Centro-Africana (2) - CZE Chéquia (162) - MKD Macedônia do Norte (4) - COD República Democrática do Congo (3) - DOM República Dominicana (6) - ROU Romênia (103) - RUS Rússia (672) (anfitrião) - RWA Ruanda (2) - SAM Samoa (1) - ASA Samoa Americana (2) - SMR San Marino (1) - SEN Senegal (9) - SRB Sérvia (52) - SEY Seicheles (2) - SLE Serra Leoa (21) - SIN Singapura (43) - SOM Somália (1) - SRI Sri Lanka (55) - SUR Suriname (4) - SWZ Essuatíni (2) - SWE Suécia (60) - SUI Suíça (70) - SYR Síria (1) - TJK Tajiquistão (68) - TPE Taipé Chinês (136) - TAN Tanzânia (2) - THA Tailândia (82) - TOG Togo (2) - TRI Trinidad e Tobago (2) - TUN Tunísia (2) - TUR Turquia (82) - TKM Turcomenistão (82) - UGA Uganda (25) - UKR Ucrânia (363) - URU Uruguai (21) - UZB Uzbequistão (58) - VEN Venezuela (4) - VIE Vietnã (15) - ZAM Zâmbia (13) - ZIM Zimbabwe (16) |

## Modalidades

### Obrigatórias
As modalidades obrigatórias (onze esportes) são determinadas pela Federação Internacional do Esporte Universitário (FISU) e, salvo alteração feita na Assembleia Geral da FISU, valem para todas as Universíadas de Verão.
| - Atletismo (50) - Basquetebol (2) - Esgrima (12) - Futebol (2) - Ginástica artística (14) | - Ginástica rítmica (9) - Judô (18) - Natação (42) - Polo aquático (2) | - Saltos ornamentais (12) - Tênis (7) - Tênis de mesa (7) - Voleibol (2) |

### Opcionais
As modalidades opcionais são determinadas pela Federação Nacional de Esportes Universitários (National University Sports Federation - NUSF) do país organizador e até 2015,deveriam ser de, no mínimo, três esportes. Estas foram as 14 modalidades escolhidas pelo Comitê Organizador :
| - Badminton (6) - Boxe (10) - Canoagem (24) - Halterofilismo (15) - Hóquei sobre a grama (2) | - Lutas (32) - Nado sincronizado (4) - Rugby (2) - Remo (13) | - Sambô (18) - Tiro (42) - Voleibol de praia (2) - Xadrez (3) |

## Calendário
As caixas em azul representam uma competição ou um evento qualificatório de determinada data. As caixas em amarelo representam um dia de competição valendo medalha. Cada ponto dentro das caixas representa uma disputa de medalha de ouro.
| ● | Cerimônia de abertura |  | Competições | ● | Finais de competições | ● | Cerimônia de encerramento |

| Programa             | Julho | Julho | Julho    | Julho  | Julho        | Julho | Julho    | Julho   | Julho    | Julho | Julho     | Julho | Julho | T   |
| Programa             | 5     | 6     | 7        | 8      | 9            | 10    | 11       | 12      | 13       | 14    | 15        | 16    | 17    | T   |
| -------------------- | ----- | ----- | -------- | ------ | ------------ | ----- | -------- | ------- | -------- | ----- | --------- | ----- | ----- | --- |
| Cerimônias           |       | ●     |          |        |              |       |          |         |          |       |           |       | ●     |     |
| Atletismo            |       |       | ●●       | ●●●    | ●●●●●● ●●●●● | ●●●●● | ●●●● ●●● | ●●●●●●● |          |       |           |       |       | 50  |
| Badminton            |       |       | ●        |        |              |       |          | ●●● ●●  |          |       |           |       |       | 6   |
| Basquetebol          |       |       |          |        |              |       |          |         |          |       | ●         | ●     |       | 2   |
| Belt-and-jacket      |       |       | ●●●● ●●● | ●●● ●● | ●●●● ●●●     |       |          |         |          |       |           |       |       | 19  |
| Boxe                 |       |       |          |        |              | ●●●●● |          |         |          |       |           |       |       | 10  |
| Canoagem             |       |       |          |        |              |       |          |         |          | ●●●   | ●●●●●●●●● |       |       | 24  |
| Esgrima              |       |       | ●●       | ●●     | ●●           | ●●    | ●●       | ●●      |          |       |           |       |       | 12  |
| Futebol              |       |       |          |        |              |       |          |         |          |       | ●         | ●     |       | 2   |
| Ginástica artística  |       |       | ●        | ●      | ●●           | ●●●●● |          |         |          |       |           |       |       | 14  |
| Ginástica rítmica    |       |       |          |        |              |       |          |         |          |       | ●●        | ●●●   |       | 8   |
| Halterofilismo       |       |       | ●●●      | ●●     | ●●           | ●●    | ●●●      | ●●●     |          |       |           |       |       | 15  |
| Hóquei sobre a grama |       |       |          |        |              |       |          |         |          | ●     | ●         |       |       | 2   |
| Judô                 |       |       | ●●       | ●●     | ●●           | ●●    | ●●       |         |          |       |           |       |       | 18  |
| Lutas                |       |       |          |        |              |       | ●●       | ●●●     | ●●       | ●●●   | ●●        | ●●●   |       | 18  |
| Natação              |       |       |          |        |              | ●●    | ●●● ●●   | ●●● ●●  | ●●●● ●●● | ●●    | ●●●● ●●●  | ●●●●  | ●●    | 42  |
| Nado sincronizado    |       |       |          | ●●     | ●●           |       |          |         |          |       |           |       |       | 18  |
| Polo aquático        |       |       |          |        |              |       |          |         |          |       |           | ●     | ●     | 2   |
| Saltos ornamentais   |       |       | ●●       | ●●     |              | ●●    | ●●       | ●●      |          |       |           |       |       | 12  |
| Remo                 |       |       | ●●● ●●   | ●●●●   |              |       |          |         |          |       |           |       |       | 13  |
| Rugby                |       |       |          |        |              |       |          |         |          |       |           |       | ●●    | 2   |
| Sambô                |       |       |          |        |              |       |          |         |          | ●●●   | ●●●       | ●●●   |       | 18  |
| Tênis de mesa        |       |       |          |        |              |       |          | ●●      | ●●       | ●     | ●●        |       |       | 7   |
| Tênis                |       |       |          |        |              |       |          |         |          |       | ●●        | ●●●   |       | 7   |
| Tiro                 |       |       |          |        |              |       |          | ●●●     | ●●       | ●●    | ●●●●      | ●●●●  | ●●    | 34  |
| Voleibol             |       |       |          |        |              |       |          |         |          |       | ●         | ●     |       | 2   |
| Voleibol de praia    |       |       |          |        |              |       |          | ●       | ●        |       |           |       |       | 2   |
| Xadrez               |       |       |          |        |              |       |          |         |          |       | ●●●       |       |       | 3   |
| Finais               | —     | —     | 27       | 32     | 30           | 44    | 30       | 40      | 18       | 25    | 56        | 40    | 9     | 351 |
| Programa             | 5     | 6     | 7        | 8      | 9            | 10    | 11       | 12      | 13       | 14    | 15        | 16    | 17    |     |
| Programa             | Julho |       |          |        |              |       |          |         |          |       |           |       |       |     |

## Medalhas

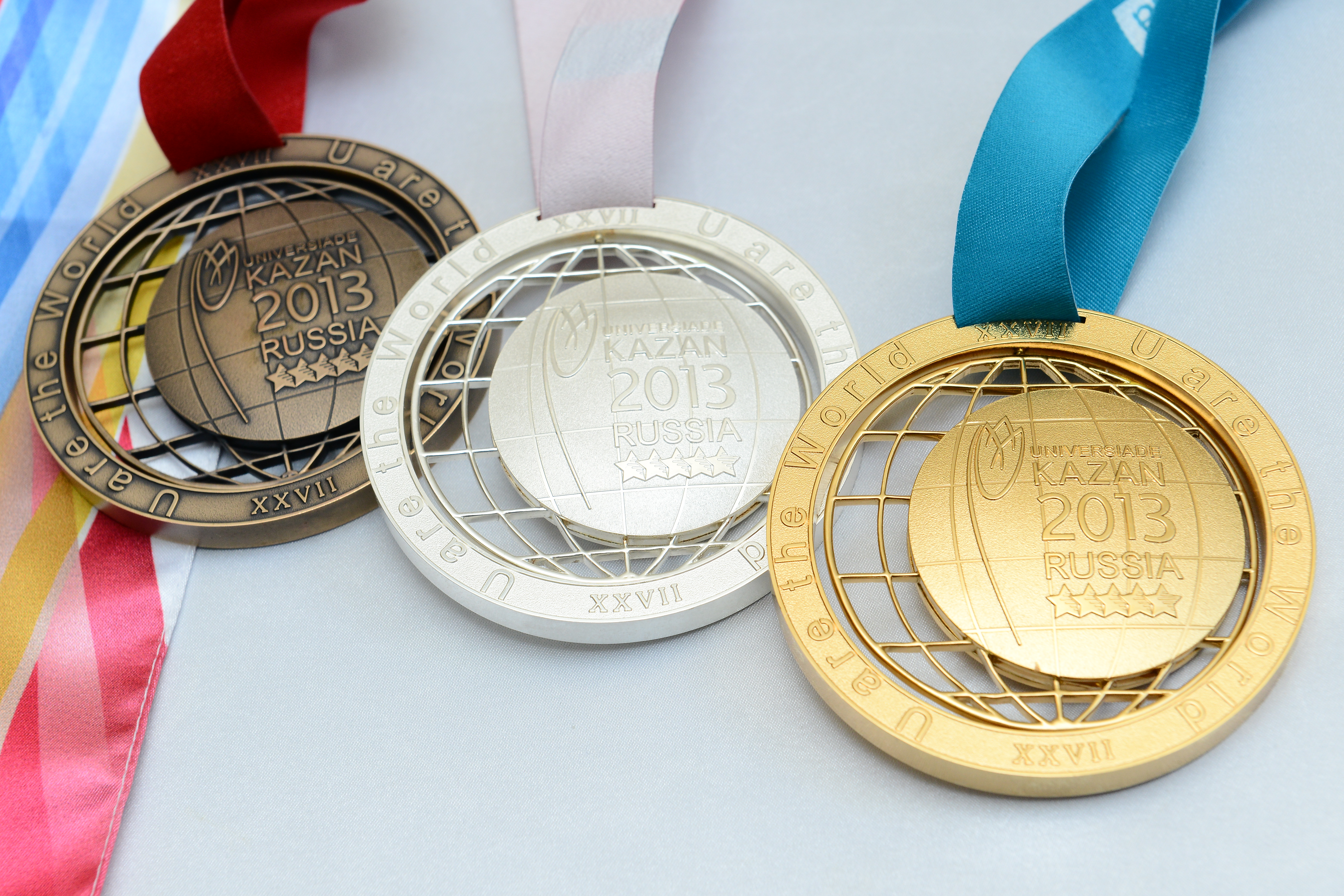
Medalhas da Universíada de Verão de 2013.

O Quadro de medalhas é uma lista que classifica as Federações Nacionais de Esportes Universitários (NUSF) de acordo com o número de medalhas conquistadas. Foram disputadas 351 finais em 23 modalidades olímpicas e em quatro não olímpicas. O país em destaque é o anfitrião.
| Ordem | País               | Medalha de ouro | Medalha de prata | Medalha de bronze |     |  |
| ----- | ------------------ | --------------- | ---------------- | ----------------- | --- |  |
| 1     | RUS Rússia         | 155             | 75               | 62                | 292 |  |
| 2     | CHN China          | 26              | 29               | 22                | 77  |  |
| 3     | JPN Japão          | 24              | 28               | 30                | 80  |  |
| 4     | KOR Coreia do Sul  | 17              | 12               | 12                | 41  |  |
| 5     | BLR Bielorrússia   | 13              | 13               | 14                | 40  |  |
| 6     | UKR Ucrânia        | 12              | 29               | 36                | 77  |  |
| 7     | USA Estados Unidos | 11              | 14               | 15                | 30  |  |
| 8     | RSA África do Sul  | 7               | 3                | 4                 | 14  |  |
| 9     | ITA Itália         | 6               | 17               | 21                | 42  |  |
| 10    | AUS Austrália      | 6               | 4                | 6                 | 16  |  |
|       |                    |                 |                  |                   |     |  |
| 17    | BRA Brasil         | 4               | 3                | 4                 | 11  |  |
|       |                    |                 |                  |                   |     |  |
| 31    | POR Portugal       | 2               |                  | 2                 | 4   |  |